# Монманьи (Валь-д’Уаз)
Монманьи (фр. Montmagny) — муниципалитет во Франции, в регионе Иль-де-Франс, департамент Валь-д'Уаз. Население — 14 112 человека (2009). Муниципалитет расположен на расстоянии около 13 км севернее Парижа, 23 км восточнее Сержи.

## Демография
Динамика населения (Cassini и INSEE):